# Sveriges Arbetares Centralorganisation
Fondé en juin 1910, la Sveriges Arbetares Centralorganisation (Organisation centrale des travailleurs suédois), également connue sous le nom de SAC, est un syndicat libertaire suédois proche de l'idéologie du syndicalisme révolutionnaire. Il regroupe aussi des chômeurs, des étudiants, des sans papier et des retraités.
La SAC a toujours été, selon ses propres déclarations, une organisation syndicale relativement petite pour la Suède. C'est en 1924 que la SAC a eu le plus grand nombre d'adhérents : 37 366. Ils seront 16 217 en 1957. Dans les années 1990, la SAC regroupe environ 13 000 membres dont 3 000 retraités.
L'objectif à long terme est une société sans classes et sans hiérarchies, dans laquelle les moyens de production appartiennent aux travailleurs et sont autogérés par eux.

## Histoire

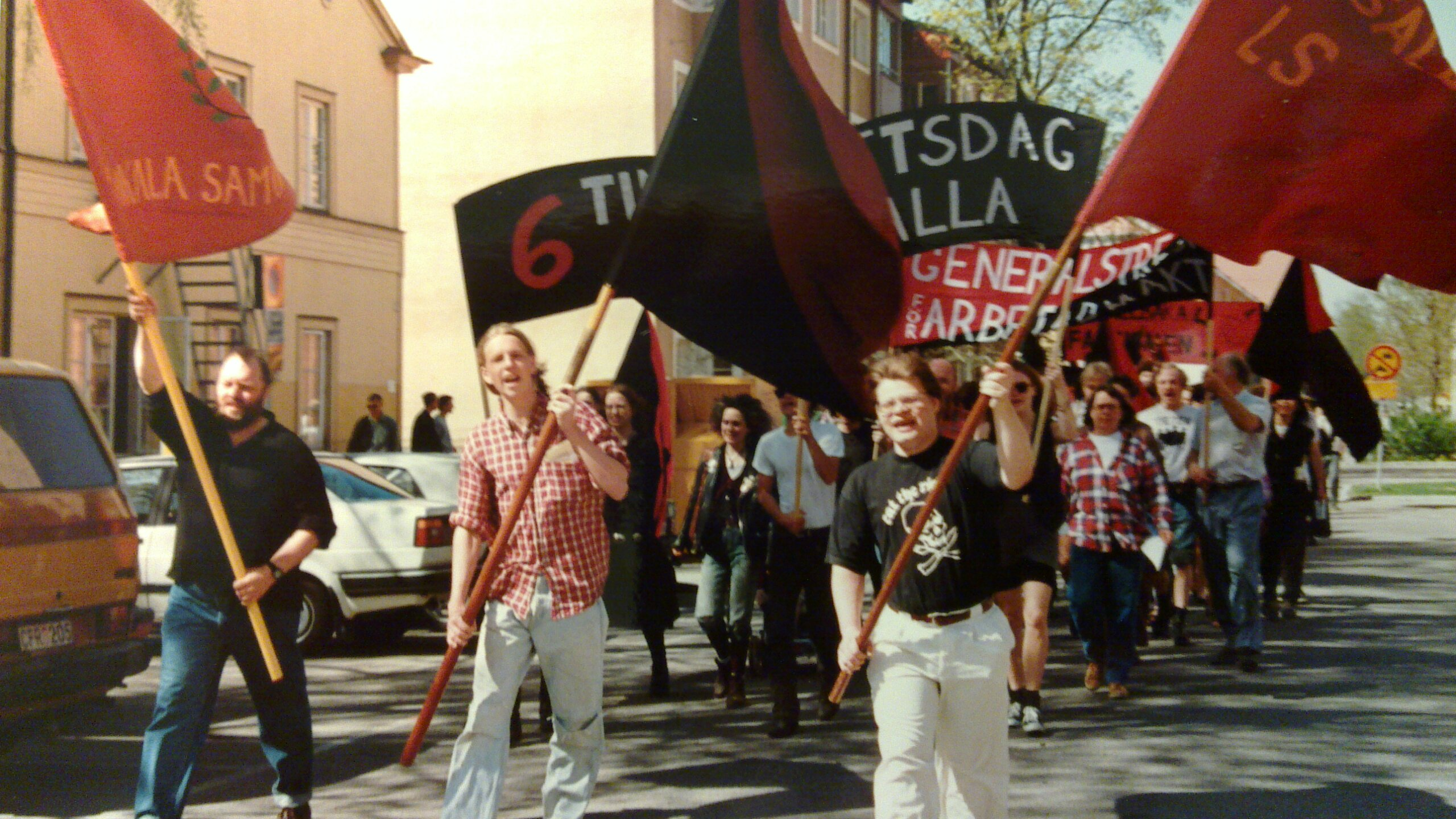
Manifestation pour le 1er mai 1993.

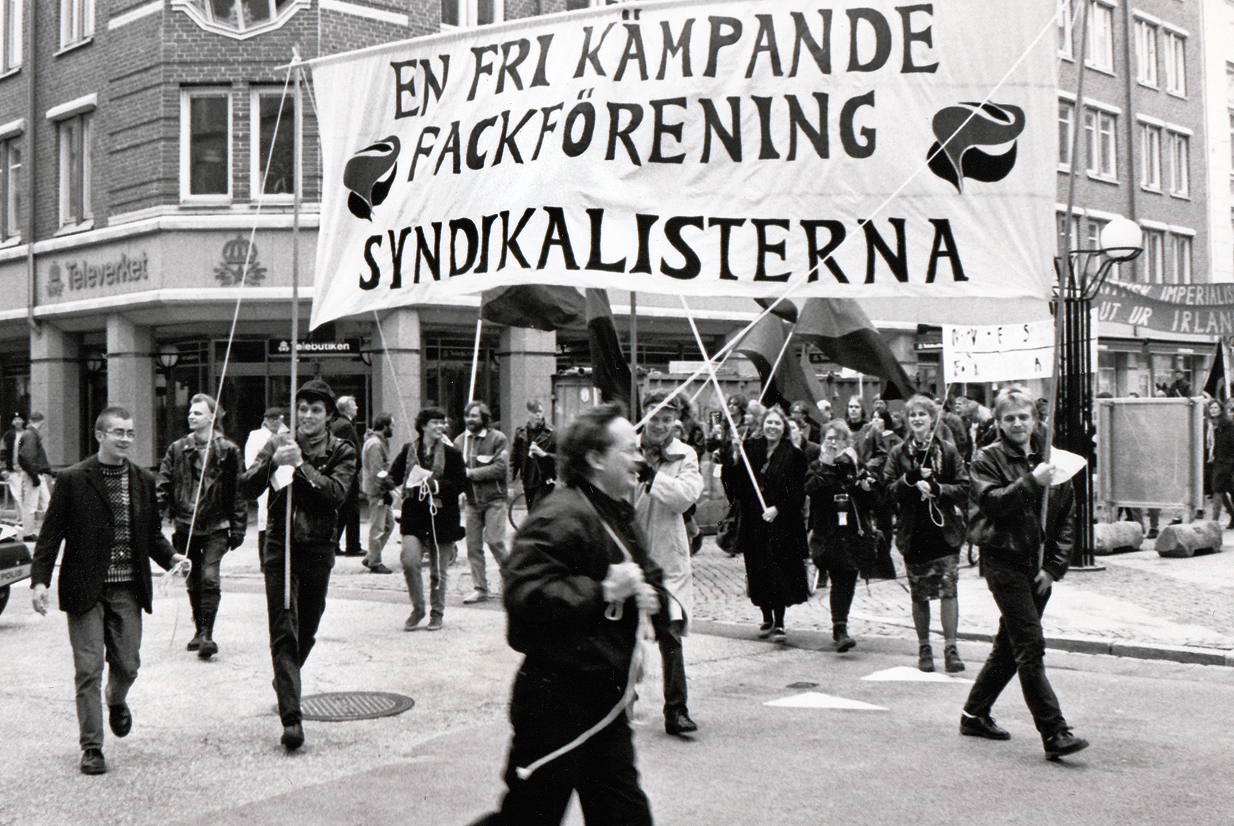
Manifestation pour le 1er mai 1991 Malmö.

Le syndicat est fondé en juin 1910 à Stockholm, après la grève générale de 1909.

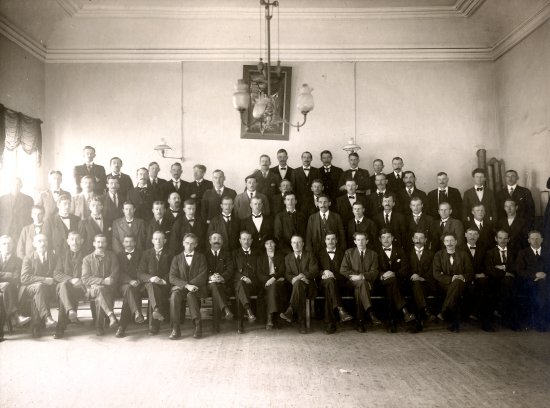
Conférence en novembre 1917.

Cinq ans après sa fondation, la SAC compte 4 800 membres et 98 unions locales.
En 1922, elle se dote d’un journal quotidien, Arbetaren. En 1923, elle participe à la fondation de l’Association internationale des travailleurs (anarcho-syndicaliste). En 1925, la SAC atteint son apogée : elle a plus de 37 000 adhérents et devient une force motrice du combat social.
La SAC participe à la révolution sociale espagnole de 1936 avec plus de 500 militants suédois qui combattent dans les rangs de la Confederación Nacional del Trabajo,.
Pendant la Seconde Guerre mondiale, elle joue un rôle de premier plan dans la résistance au nazisme, organise le boycottage des films nazis et organise l’accueil de militants anarcho-syndicalistes allemands.
À la fin de la Seconde Guerre mondiale, avec ses 22 000 adhérents, la SAC est l’organisation syndicaliste libertaire légalement autorisée la plus importante du monde.
Dans sa déclaration de principe adoptée en 1952, on peut lire : « l'ordre de production anarcho-syndicaliste est la réalisation totale de la démocratie industrielle, et la SAC [...] s'efforce d'introduire l'influence ouvrière dans les entreprises privées, municipales, étatiques ».
En 1957, la SAC compte 16 000 adhérents. La même année, lors de la remise du prix Nobel, Albert Camus rend visite aux militants syndicalistes libertaires suédois de la SAC.

## Publications

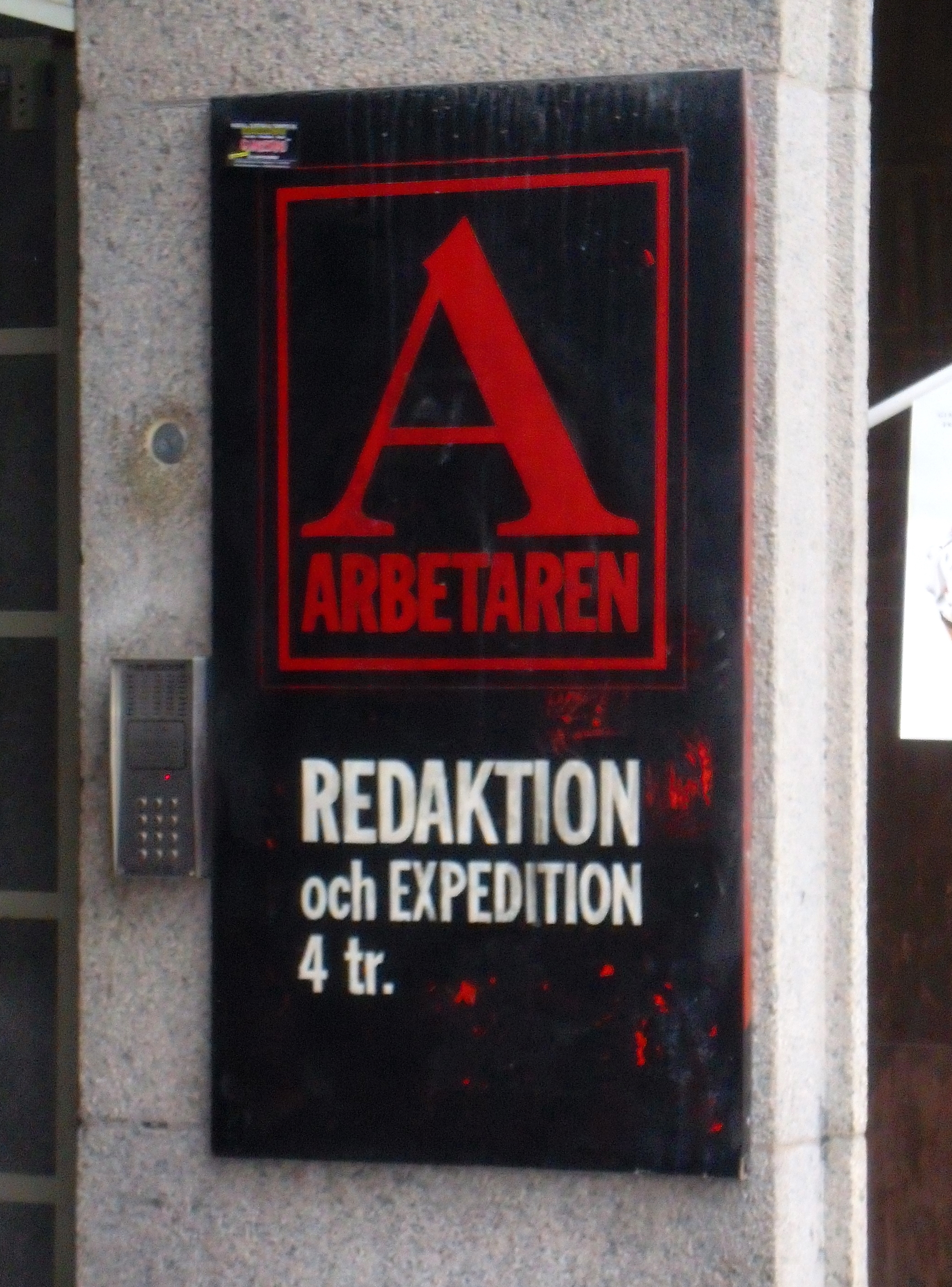
Le local de Arbetaren (2010).

- Arbetaren (1922-), quotidien puis hebdomadaire, (OCLC 476443703).

## Membres notoires de la SAC
- Dictionnaire international des militants anarchistes : notices biographiques.
- Elise Ottesen-Jensen
- Nisse Lätt[10]
- Augustin Souchy
- Stig Dagerman